# Dietmar Geissler
Dietmar Geissler (* 11. Mai 1950 in Innsbruck) ist ein österreichischer Internist mit den Zusatzfächern: Hämatologie, Onkologie, Nephrologie, Rheumatologie, Gastroenterologie und Intensivmedizin. Geissler war von 1991 bis 2016 Primar der 1. Medizinischen Abteilung des LKH Klagenfurt.

## Leben
Nach dem Studium der Humanmedizin begann Dietmar Geissler mit einer wissenschaftlichen Ausbildung am Institut der Pharmakologie. Im Jahr 1976 folgte eine Ausbildung zum Facharzt für Innere Medizin unter Herbert Braunsteiner. Ab 1987 bekam Geissler eine Lehrbefugnis für Innere Medizin an der Medizinischen Universität Innsbruck. Im Juni 1991 wurde Geissler zum Vorstand der 1. Medizinischen Abteilung im Klinikum Klagenfurt bestellt. Unter der Organisation von Dietmar Geissler wurde eine Stammzellentransplantation, eine HIV-Ambulanz und eine Rheumaambulanz aufgebaut. Im Jahr 2005 etablierte Geissler eine Dialyse-Station im Kurzentrum in Althofen und im Jahr 2011 baute er die Onkologische Rehabilitation in Althofen auf.

## Forschung
Dietmar Geissler hatte seine wissenschaftlichen Schwerpunkte im Bereich der Hämatologie, Immunologie sowie Nephrologie. 